# Dorum
Dorum – dzielnica uzdrowiskowa gminy Wurster Nordseeküste w Niemczech, w kraju związkowym Dolna Saksonia, w powiecie Cuxhaven. Do 31 grudnia 2014 gmina, siedziba gminy zbiorowej Land Wursten.